# Turraea mombassana
Turraea mombassana är en tvåhjärtbladig växtart. Turraea mombassana ingår i släktet Turraea och familjen Meliaceae.

## Underarter
Arten delas in i följande underarter:
- T. m. cuneata
- T. m. mombassana
- T. m. schliebenii